# Wola Żółkiewska
Wola Żółkiewska – wieś w Polsce położona w województwie lubelskim, w powiecie krasnostawskim, w gminie Żółkiewka.
W latach 1975–1998 miejscowość administracyjnie należała do województwa zamojskiego.
Razem z wsią Wólka tworzy jedno sołectwo. Według Narodowego Spisu Powszechnego (III 2011 r.) wieś liczyła 160 mieszkańców.